# Pandemia de COVID-19 no Chade

Mapa de distribuição pandêmica no Chade. ￼

Este artigo documenta os impactos da pandemia de coronavírus de 2020 no Chade e pode não incluir todas as principais respostas e medidas contemporâneas.

## Cronologia
Em 19 de março, o primeiro caso de COVID-19 no Chade foi confirmado. Como medida profilática, o governo cancelou todos os voos, exceto os voos de carga.